# Entogonia cuprinaria
Entogonia cuprinaria är en fjärilsart som beskrevs av Achille Guenée 1858. Entogonia cuprinaria ingår i släktet Entogonia och familjen mätare. Inga underarter finns listade i Catalogue of Life.